# Schweizer Alpine Skimeisterschaften 2007
Die Schweizer Alpinen Skimeisterschaften 2007 fanden vom 20. bis 25. März 2007 in Veysonnaz statt. Der ursprünglich vorgesehene Veranstaltungsort, der Pizol, stand wegen ungünstiger Pistenverhältnisse nicht zur Verfügung.

## Herren

### Abfahrt
| Platz | Name                   | Zeit        |
| ----- | ---------------------- | ----------- |
| 01    | Tobias Grünenfelder    | 1:15,40 min |
| 02    | Didier Cuche           | 1:15,59 min |
| 03    | Michael Bonetti        | 1:15,83 min |
| 04    | Beni Hofer             | 1:16,05 min |
| 05    | Didier Défago          | 1:16,38 min |
| 06    | Carlo Janka            | 1:16,52 min |
| 07    | Cornel Züger           | 1:16,53 min |
| 08    | Alexandre Pittin (FRA) | 1:16,57 min |
| 09    | Bernhard Matti         | 1:16,63 min |
| 10    | Jonas Russi            | 1:16,67 min |

Datum: 21. März 2007

### Super-G
| Platz | Name                | Zeit        |
| ----- | ------------------- | ----------- |
| 01    | Didier Cuche        | 1:21,18 min |
| 02    | Tobias Grünenfelder | 1:21,78 min |
| 03    | Ambrosi Hoffmann    | 1:22,02 min |
| 04    | Carlo Janka         | 1:22,54 min |
|       | Vitus Lüönd         | 1:22,54 min |
| 06    | Didier Défago       | 1:22,63 min |
| 07    | Beat Feuz           | 1:22,82 min |
| 08    | Michael Bonetti     | 1:22,83 min |
| 09    | Cornel Züger        | 1:22,97 min |
| 10    | Jan Urfer           | 1:23,07 min |

Datum: 22. März 2007

### Riesenslalom
| Platz | Name                  | Zeit        |
| ----- | --------------------- | ----------- |
| 01    | Marc Berthod          | 2:24,59 min |
| 02    | Frédéric Covili (FRA) | 2:24,69 min |
| 03    | Didier Défago         | 2:24,94 min |
| 04    | Beni Hofer            | 2:26,67 min |
| 05    | Mauro Caviezel        | 2:27,46 min |
| 06    | Beat Gafner           | 2:28,04 min |
| 07    | Vitus Lüönd           | 2:28,53 min |
| 08    | Daniel Albrecht       | 2:28,77 min |
| 09    | Silvan Zurbriggen     | 2:29,37 min |
| 10    | Sven Emmenegger       | 2:29,65 min |

Datum: 24. März 2007

### Slalom
| Platz | Name               | Zeit        |
| ----- | ------------------ | ----------- |
| 01    | Marc Gini          | 1:32,91 min |
| 02    | Silvan Zurbriggen  | 1:33,66 min |
| 03    | Sandro Viletta     | 1:33,68 min |
| 04    | Carlo Janka        | 1:34,11 min |
| 05    | Urs Imboden (MDA)  | 1:34,45 min |
| 06    | Daniel Albrecht    | 1:34,58 min |
| 07    | Dimitri Cuche      | 1:35,06 min |
| 08    | Flavio Godenzi     | 1:35,34 min |
| 09    | Alain Baxter (GBR) | 1:35,68 min |
| 10    | Beat Gafner        | 1:38,19 min |

Datum: 25. März 2007

## Damen

### Abfahrt
| Platz | Name                 | Zeit        |
| ----- | -------------------- | ----------- |
| 01    | Martina Schild       | 1:19,16 min |
| 02    | Sylviane Berthod     | 1:19,22 min |
| 03    | Nadia Styger         | 1:19,24 min |
| 04    | Fränzi Aufdenblatten | 1:19,42 min |
| 05    | Martina Caminada     | 1:19,58 min |
| 06    | Catherine Borghi     | 1:19,98 min |
| 07    | Marianne Abderhalden | 1:20,11 min |
| 08    | Denise Feierabend    | 1:20,14 min |
|       | Anne-Sophie Koehn    | 1:20,42 min |
| 10    | Andrea Dettling      | 1:20,48 min |

Datum: 21. März 2007

### Super-G
| Platz | Name                        | Zeit        |
| ----- | --------------------------- | ----------- |
| 01    | Lara Gut                    | 1:27,61 min |
| 02    | Fabienne Suter              | 1:28,86 min |
| 03    | Martina Schild              | 1:29,00 min |
| 04    | Catherine Borghi            | 1:29,07 min |
| 05    | Fränzi Aufdenblatten        | 1:29,10 min |
| 06    | Andrea Dettling             | 1:29,69 min |
| 07    | Sylviane Berthod            | 1:29,72 min |
| 08    | Marie Marchand-Arvier (FRA) | 1:29,89 min |
| 09    | Vanja Brodnik (SLO)         | 1:29,95 min |
| 10    | Marianne Abderhalden        | 1:30,46 min |

Datum: 22. März 2007

### Riesenslalom
| Platz | Name                 | Zeit        |
| ----- | -------------------- | ----------- |
| 01    | Pascale Berthod      | 2:00,80 min |
| 02    | Aline Bonjour        | 2:02,23 min |
| 03    | Fabienne Suter       | 2:02,25 min |
| 04    | Fränzi Aufdenblatten | 2:02,47 min |
| 05    | Célina Hangl         | 2:02,60 min |
| 06    | Nadia Styger         | 2:02,69 min |
| 07    | Lara Gut             | 2:02,90 min |
| 08    | Sandra Gini          | 2:03,94 min |
| 09    | Rabea Grand          | 2:04,09 min |
| 10    | Andrea Dettling      | 2:04,19 min |

Datum: 23. März 2007

### Slalom
| Platz | Name               | Zeit        |
| ----- | ------------------ | ----------- |
| 01    | Aline Bonjour      | 1:36,59 min |
| 02    | Sandra Gini        | 1:36,91 min |
| 03    | Célina Hangl       | 1:38,44 min |
| 04    | Cornelia Städler   | 1:39,02 min |
| 05    | Rabea Grand        | 1:39,23 min |
| 06    | Karen Persyn (BEL) | 1:39,64 min |
| 07    | Eliane Volken      | 1:40,88 min |
| 08    | Valentina Flütsch  | 1:42,01 min |
| 09    | Fabienne Janka     | 1:42,18 min |
| 10    | Rina Müller        | 1:42,75 min |

Datum: 25. März 2007